# Ronald Reagan
Ronald Wilson Reagan (Tampico, 6 febbraio 1911 – Los Angeles, 5 giugno 2004) è stato un politico, sindacalista e attore statunitense, 40º presidente degli Stati Uniti d'America dal 1981 al 1989.
Il suo stile oratorio persuasivo gli fece guadagnare la fama di grande comunicatore. Prima di entrare in politica fu un attore cinematografico e fu a capo della Screen Actors Guild. Negli anni quaranta aderì al Partito Democratico, ma passò poi ai Repubblicani negli anni sessanta. Fu governatore della California per due mandati. Dopo la sconfitta di Barry Goldwater alle presidenziali del 1964 Reagan divenne la figura più importante del movimento conservatore degli USA. Nel 1976 tentò - senza successo - di candidarsi alla presidenza.
Nel 1980 il malessere economico nazionale spinse la Convenzione Repubblicana, riunita a Detroit, a candidarlo alla Casa Bianca. Alle presidenziali del 1980 sconfisse nettamente il presidente in carica Jimmy Carter, staccandolo di 8 milioni di voti e ben 440 grandi elettori. Sulla spinta del suo successo, in quella stessa tornata elettorale il Partito Repubblicano conquistò il controllo del Senato per la prima volta dopo 26 anni e riuscì a ridurre la maggioranza democratica alla Camera dei Rappresentanti. Da allora, la politica economica e quella estera di Reagan hanno formato la base del movimento conservatore statunitense.
La sua politica economica basata sull'offerta (supply-side economics o anche Reaganomics) fu caratterizzata dal taglio del 25% dell'imposta sul reddito, dalla riduzione dei tassi d'interesse, dall'aumento delle spese militari e anche del deficit e del debito pubblico. Dopo una recessione nel biennio tra il 1981 e il 1982, l'economia statunitense iniziò una rapida ripresa nel 1983.
Reagan e il suo Vice Presidente George H. W. Bush vennero rieletti nel 1984, sconfiggendo il rivale, il Democratico Walter Mondale (che era Vice Presidente durante la presidenza di Jimmy Carter dal 1977 al 1981), in ben 49 Stati su 50 e stabilendo un nuovo record nelle statistiche elettorali degli Stati Uniti d'America. In altri argomenti di politica interna non riuscì a cambiare in maniera significativa le politiche riguardanti l'assistenza pubblica e l'aborto. Spostò comunque a destra l'asse del sistema giudiziario federale, nominando giudici conservatori alla Corte suprema e alle corti inferiori.
Dal punto di vista degli affari internazionali rialzò il livello della sfida tecnologica e militare all'Unione Sovietica. Simbolo della volontà di vincere la contrapposizione con il tradizionale avversario della guerra fredda fu la Strategic Defense Initiative (spesso indicata con il termine di Guerre stellari, in riferimento alla celebre saga cinematografica di fantascienza). Nella seconda metà degli anni ottanta, Reagan negoziò con il nuovo segretario generale del PCUS Michail Gorbačëv grandi riduzioni degli armamenti atomici, inaugurando quella che parve essere una nuova era di pace nel mondo. A partire dal 1989, pochi mesi dopo l'insediamento alla Presidenza del successore George H. W. Bush - già vicepresidente con Reagan - l'Unione Sovietica iniziò a collassare. Gli Stati Uniti d'America rimasero così l'unica superpotenza mondiale. Tra gli storici, peraltro, esistono varie scuole di pensiero: qualcuno di loro considera Reagan uno dei maggiori artefici del collasso dell'Unione Sovietica nel 1991, mentre per altri il crollo sovietico era inevitabile e Reagan lo avrebbe solo anticipato. Ad ogni modo, l'approccio di Reagan alla politica estera, pur molto controverso durante gli anni della sua presidenza, a posteriori contribuì a ristabilire il ruolo primario degli Stati Uniti d'America nel mondo.
Rivoluzionò le strategie di marketing politico, proponendosi come uomo nuovo, cittadino tra i cittadini, vicino alla gente. Enfatizzò il suo scetticismo riguardo alla capacità del governo federale di risolvere i problemi, soprattutto economici. La sua soluzione fu di ritirare l'impegno governativo a controllare e pianificare l'economia, riducendo le imposte e le regolamentazioni, per consentire alle forze del libero mercato di autoregolarsi. Durante la cerimonia d'insediamento espresse le sue concezioni economiche con questa formula: "Il governo non è la soluzione del nostro problema, il governo è il problema".
La sua abilità di passare attraverso momenti economici negativi, sconfitte nelle votazioni del Congresso, crisi internazionali e scandali conservando tassi d'approvazione relativamente alti gli procurò l'appellativo di "Presidente al Teflon". Insieme a Margaret Thatcher, è ritenuto generalmente il più grande politico conservatore degli anni ottanta.

## Biografia

### Gioventù

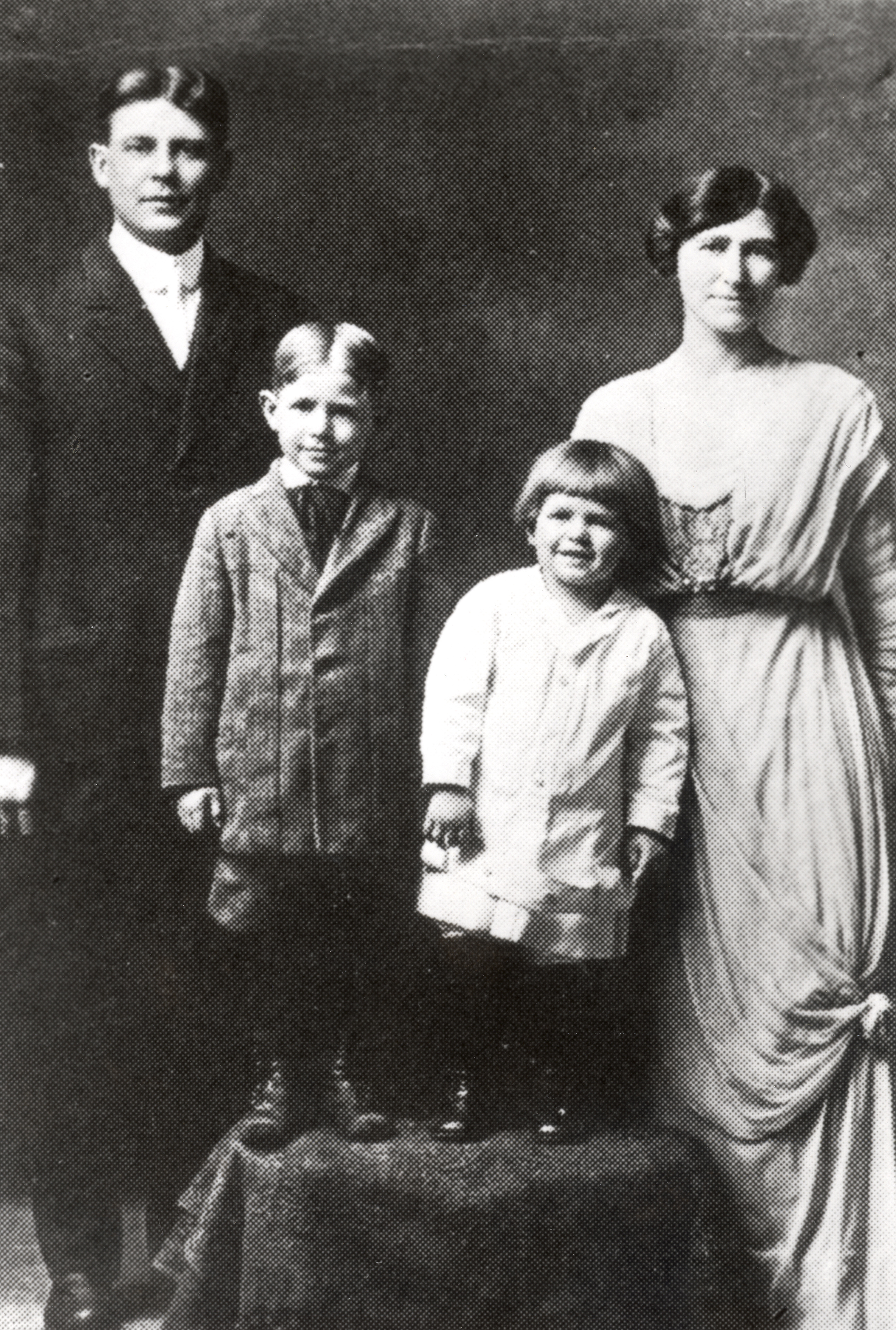
Ronald e il fratello maggiore Neil, con i genitori Jack e Nelle Reagan nel 1915

Ronald Reagan nacque il 6 febbraio 1911 a Tampico, Illinois, secondogenito di John Edward "Jack" Reagan (1883-1941), di origini irlandesi, figlio di Jennie Cusick (1861-1936) e John Michael Reagan (1860-1901), e di Nellie Clyde Wilson (1883-1962), la quale aveva antenati scozzesi, canadesi e inglesi, figlia di Mary Ann Elsey (1863-1937) e Thomas Wilson (1860-1931). Il fratello maggiore si chiamava Neil (1908-1996). Il bisnonno paterno, Michael Reagan (1836-1900), era immigrato negli Stati Uniti da Ballyporeen, nella Contea di Tipperary, durante gli anni sessanta del XIX secolo. Quando visitò Ballyporeen nel 1984, venne presentato al presidente un albero genealogico da cui risultava una lontanissima parentela sia con John Fitzgerald Kennedy sia con Margaret Thatcher. Anche gli altri antenati paterni erano immigrati dall'Irlanda nel corso dell'Ottocento. In Irlanda, il nome della famiglia era Regan.
Il bisnonno materno, John Wilson (1824-1902), emigrò negli USA da Paisley, in Scozia, negli anni quaranta del XIX secolo e sposò Jane Blue (1830-1931), una canadese proveniente da Queens, nel Nuovo Brunswick da cui poi si separò. La bisnonna materna del presidente, Mary Anne Elsey, nacque in Inghilterra, a Epsom, nel Surrey.
Nel 1920, dopo essersi spostata ripetutamente per anni, la famiglia Reagan si stabilì nella città di Dixon, sempre in Illinois. All'età di 10 anni Ronald Reagan fu battezzato nella chiesa, frequentata dalla madre, dei discepoli di Cristo di Dixon e nel 1924 iniziò a frequentare, sempre a Dixon, la Northside High School.
Durante l'estate del 1926, Reagan lavorò come bagnino nel Lowell Park, vicino a Dixon, e ripeté l'esperienza nelle sette estati successive salvando 77 persone dall'annegamento. Divertito, Reagan ricorderà che nessuno lo aveva mai ringraziato.
Nel 1928 entrò all'Eureka College a Eureka (Illinois). Le sue abilità oratorie lo aiutarono a promuovere uno sciopero degli studenti e a diventarne rappresentante. Nel 1932, dopo aver ottenuto il Bachelor of Arts in economia e sociologia, Reagan venne assunto dalla stazione radio WOC di Davenport, nell'Iowa e quindi alla WHO di Des Moines, come cronista per le partite di baseball dei Chicago Cubs.

### Carriera come attore
Nel 1937, mentre si trovava in California come cronista radiofonico per seguire l'allenamento primaverile dei Chicago Cubs, Reagan fece un provino che lo portò a firmare un contratto con la Warner Bros. di sette anni.

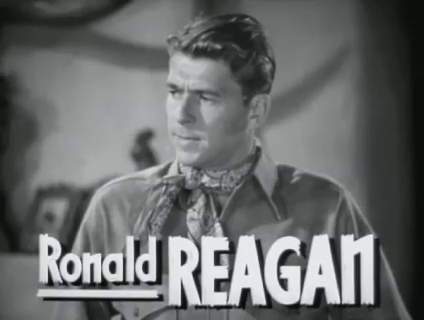
Ronald Reagan accreditato nel film western The Bad Man (1941)

Il suo primo ruolo importante fu quello di protagonista nel film Love Is on the Air (1937) e, dopo soli due anni, era già apparso in 19 pellicole. La sua voce chiara e il suo fisico atletico (1,85 di statura, o 6'1") lo resero popolare tra il pubblico. Non divenne mai una star e fu quasi sempre protagonista di film di serie B. Nel 1940 interpretò il ruolo del giocatore di football americano George "The Gipper" Gipp nel film Knute Rockne All American; da qui prese il soprannome di "The Gipper", che lo accompagnò per il resto della vita.
Nella sua autobiografia, Reagan descrisse Delitti senza castigo (1942) come il suo miglior film e la sua migliore prova di recitazione, grazie al ruolo di Drake McHugh, un giovane al quale un medico sadico decide di amputare entrambe le gambe, semplicemente perché disapprova la relazione che il giovane ha con sua figlia. Nella scena più drammatica del film, Drake si risveglia e, scoprendo il brutale intervento a cui è stato sottoposto, pronuncia la battuta divenuta celebre: "Dov'è l'altra parte di me?". Reagan si ispirò a questa frase per dare il titolo alla sua autobiografia.
Tra le altre sue interpretazioni vi furono il melodramma Tramonto (1939) con Bette Davis, I pascoli dell'odio (1940), in cui impersonò il giovane e futuro generale George Armstrong Custer, L'avventura impossibile (1942), accanto a Errol Flynn, il western La regina del Far West (1954), accanto a Barbara Stanwyck.
Ufficiale della Riserva nel 1935, fu richiamato nel novembre 1941, ma dichiarato inabile al combattimento perchė miope. Dopo l'attacco di Pearl Harbor, Reagan, con il grado di sottotenente, fu assegnato alla First Motion Picture Unit della United States Army Air Forces, che produceva film per l'addestramento e in cui seguitò a svolgere la sua professione di attore. Rimase quindi a Hollywood per tutta la guerra.
La carriera cinematografica di Reagan si diradò verso la fine degli anni cinquanta. Il poliziesco Contratto per uccidere (1964), diretto da Don Siegel, fu la sua ultima apparizione, in cui interpretò un ruolo di "cattivo".
Gli è stata dedicata una stella nell'Hollywood Walk of Fame, al n. 6374 di Hollywood Boulevard.

### Presidente della Screen Actors Guild
Il suo primo ruolo politico importante fu la presidenza (dal 1947 al 1952 e poi dal 1959 al 1960) della Screen Actors Guild (SAG), il sindacato che rappresentava la maggior parte degli attori di Hollywood.
Gli anni in cui resse per la prima volta il sindacato degli attori furono quelli in cui esplose la guerra fredda tra i paesi occidentali, guidati dagli Stati Uniti d'America, e il "blocco dei paesi dell'est", ovvero il gruppo di nazioni, capeggiate dall'Unione Sovietica, che aderivano al Patto di Varsavia e al Cominform. Negli Stati Uniti il periodo portò a una riedizione della "paura rossa" degli anni seguenti la Rivoluzione d'ottobre. Se nel primo dopoguerra il sospetto si diresse verso le attività sindacali, dopo la Seconda guerra mondiale si indagarono - e talora si perseguitarono - personaggi della cultura e dello spettacolo ritenuti vicini alle idee comuniste. Nel mondo del cinema, le case di produzione decisero di mettere al bando attori, registi e sceneggiatori coinvolti nelle indagini.
Secondo Reagan, la SAG era stata infiltrata dai comunisti. Forte di questa convinzione, testimoniò davanti alla Commissione per le attività antiamericane (HUAC) riguardo alla sospettata influenza dei comunisti sull'industria cinematografica. Assieme alla prima moglie Jane Wyman, passò informazioni all'FBI su attori che considerava sleali (il suo nome in codice fu "Agente T-10"), ma non li denunciò pubblicamente. In pubblico si oppose alla pratica delle "liste nere" nell'industria cinematografica, anche se alcuni attori da lui indicati (Larry Parks, Howard Da Silva e Alexander Knox), furono convocati dall'HUAC e banditi da Hollywood.

### Vita privata e famiglia

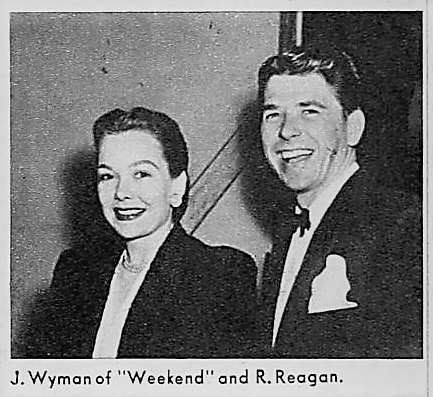
Reagan con la sua prima moglie, l'attrice Jane Wyman, nel 1946

Nel 1940 si sposò con l'attrice Jane Wyman (1917-2007) con la quale ebbe due figlie biologiche, Maureen (1941-2001) e Christine (morta prematuramente), e un bambino adottato, Michael Reagan (nato nel 1945). La coppia divorziò nel 1948. Tra i motivi della fine della relazione ci furono anche delle differenti visioni politiche dei due membri della coppia (Wyman era sostenitrice del Partito Repubblicano, mentre all'epoca Reagan era ancora un Democratico). A causa di questo divorzio, Reagan fu la prima persona divorziata ad assumere l'ufficio di Presidente degli Stati Uniti. Reagan e Wyman rimasero comunque in buoni rapporti fino alla morte di lui. Wyman votò per l'ex marito durante entrambe le sue campagne presidenziali nel 1980 e nel 1984.
Nel 1949 Reagan conobbe l'attrice Nancy Davis (1921-2016) quando lei lo contattò in qualità di presidente della Screen Actors Guild per chiedergli aiuto dopo che il suo nome era finito in una lista di personalità di Hollywood sospettate di avere simpatie comuniste. L'attrice era stata erroneamente inserita nella lista per un caso di omonimia, scambiata per un'altra Nancy Davis. L'attrice descrisse il loro primo incontro dicendo: "Non so se fosse amore a prima vista, ma fu qualcosa di molto simile". Ronald e Nancy si sposarono il 4 marzo 1952 con una cerimonia privata alla quale presenziarono solo i due testimoni William Holden e Brenda Marshall. Dal loro matrimonio nacquero due figli: Patti (nata nel 1952) e Ronald "Ron" (nato nel 1958).

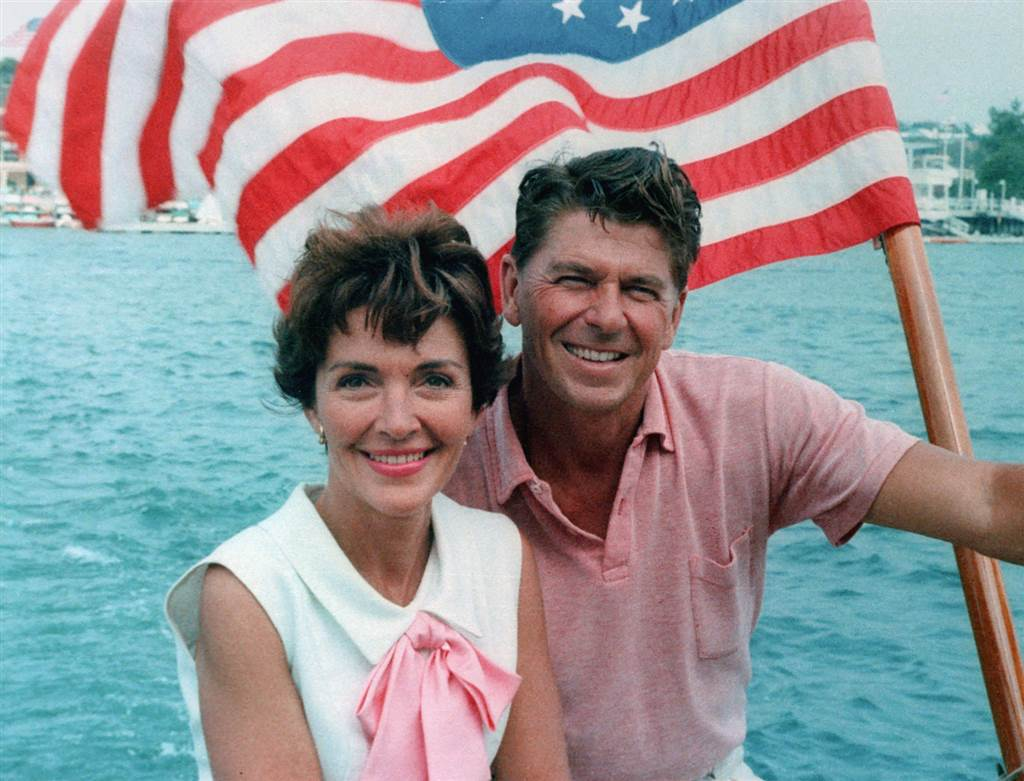
Nancy e Ronald Reagan in barca in California, 1964.

La relazione tra Ronald e Nancy fu molto stretta, autentica e intima per il resto della loro vita finendo spesso al centro dell'attenzione di cittadini e stampa. Charlton Heston definì il loro legame "la più grande relazione d'amore nella storia della presidenza americana". Nel 1998 la stessa Nancy Reagan affermò in un'intervista "Il nostro rapporto è molto speciale. Ci amavamo molto e ci amiamo ancora. Quando dico che la mia vita è cominciata con Ronnie, beh, è vero. È così. Non posso immaginare la mia vita senza di lui". Questo tipo di dichiarazioni, nonché l'atteggiamento pubblico della Reagan, sempre al fianco del marito e sempre pronta a proteggerlo e difenderlo, le valsero le critiche di molte femministe sin dai tempi in cui era semplicemente la moglie del governatore: venne spesso descritta come una moglie adorante e out of touch e le fu particolarmente contestato The Gaze, lo sguardo fisso e attento che rivolgeva al marito in molte occasioni pubbliche.
Il rapporto con i figli fu piuttosto complicato: Ronald e Nancy ebbero parecchie divergenze soprattutto con la figlia Patti, che si ribellò ai genitori esprimendo pubblicamente posizioni politiche contrastanti dalle loro e aderendo a un movimento per il disarmo nucleare, in netta opposizione con le scelte politiche del padre. Il legame tra Patti e i genitori si rinsaldò nel corso degli anni, in particolare nel lungo periodo di malattia di Ronald. Con il figlio Ron il rapporto fu meno turbolento, sebbene anch'egli prese pubblicamente le distanze dalle opinioni politiche dei genitori e divenne noto come opinionista e conduttore radiofonico ateo e liberale.

### I primi passi nella politica
Reagan originariamente era un Democratico simpatizzante di Franklin Delano Roosevelt e del suo New Deal durante gli anni trenta e i primi anni quaranta. Nei tardi anni quaranta rimase un Democratico convinto e fu uno dei sostenitori di Harry Truman più visibili a livello nazionale. Le sue convinzioni sarebbero però mutate a breve.
Verso l'inizio degli anni 1960 Reagan si persuase infatti che fosse il Partito Repubblicano quello più efficace a combattere il comunismo. Si schierò così a favore delle candidature alla presidenza dei repubblicani Dwight Eisenhower (nel 1952 e nel 1956) e Richard Nixon (1960), sebbene rimanesse registrato come democratico nelle liste elettorali.
In quegli anni Reagan si convertì alle teorie economiche del liberalismo classico, influenzato dalla lettura di autori come Frédéric Bastiat, Friedrich von Hayek e Milton Friedman. A seguito dell'elezione di Kennedy e della crisi di Cuba nel 1962, decise di cambiare affiliazione politica. Aderì al Partito Repubblicano, in tempo per partecipare alla campagna del conservatore Barry Goldwater per la Presidenza. Disse: "Non ho mai lasciato il Partito Democratico. È stato il partito a lasciare me". A sostegno di Goldwater, Reagan pronunciò un discorso che venne trasmesso in televisione come avviso elettorale. Il discorso (intitolato "L'ora delle scelte") fu giudicato dal settimanale Time come "l'unica luce in una campagna deludente". In esso il futuro presidente attaccò l'intervento pubblico e chiese il taglio delle tasse, specificando le basi ideologiche e storiche della sua posizione: "I Padri Fondatori sapevano che lo stato non può controllare l'economia senza controllare la gente. E sapevano che quando lo stato decide di fare questo, è costretto a usare la forza per ottenere quanto si propone. Per questo siamo giunti all'ora delle scelte".

### Governatore della California
Il discorso Time for Choosing impressionò favorevolmente i Repubblicani della California e nel 1966 il partito candidò Reagan alla carica di Governatore della California. Durante la campagna elettorale insistette su due temi principali, convincere i favoriti dallo stato sociale a tornare al lavoro e, riferendosi alle proteste contro la guerra in Vietnam che si stavano rafforzando all'Università di Berkeley, "mettere ordine nel caos di Berkeley". Venne eletto, sconfiggendo il governatore democratico uscente Pat Brown. Reagan prese possesso della carica di governatore il 2 gennaio 1967. Di fronte allo stato di difficoltà in cui si trovavano le finanze dello Stato, decise di tagliare le spese del 10% e di bloccare le assunzioni. Dal momento che i tagli non fecero effetto, per riequilibrare il bilancio aumentò le imposte.
Nel 1968 tentò di candidarsi alla presidenza degli Stati Uniti come esponente di un movimento antinixoniano che raccoglieva diversi membri della destra del partito. Riuscì a conquistare l'appoggio di circa 600 delegati, ma Richard Nixon non ebbe problemi a conquistare la nomination repubblicana.
Durante il primo mandato di governatore, Reagan venne spesso coinvolto in scontri con i movimenti di protesta dell'epoca. Nel 1969, durante i disordini al People's Park di Berkeley, il governatore si incontrò con il Rettore Edwin Pauley per discutere le maniere di porre fine alle proteste. Alla fine inviò agenti della California Highway Patrol nel campus per ristabilire l'ordine. Il 15 maggio di quello stesso anno, i tumulti si aggravarono e gli agenti fecero ricorso alle armi da fuoco. Un venticinquenne di San Jose venne ucciso e numerosi altri dimostranti rimasero feriti.

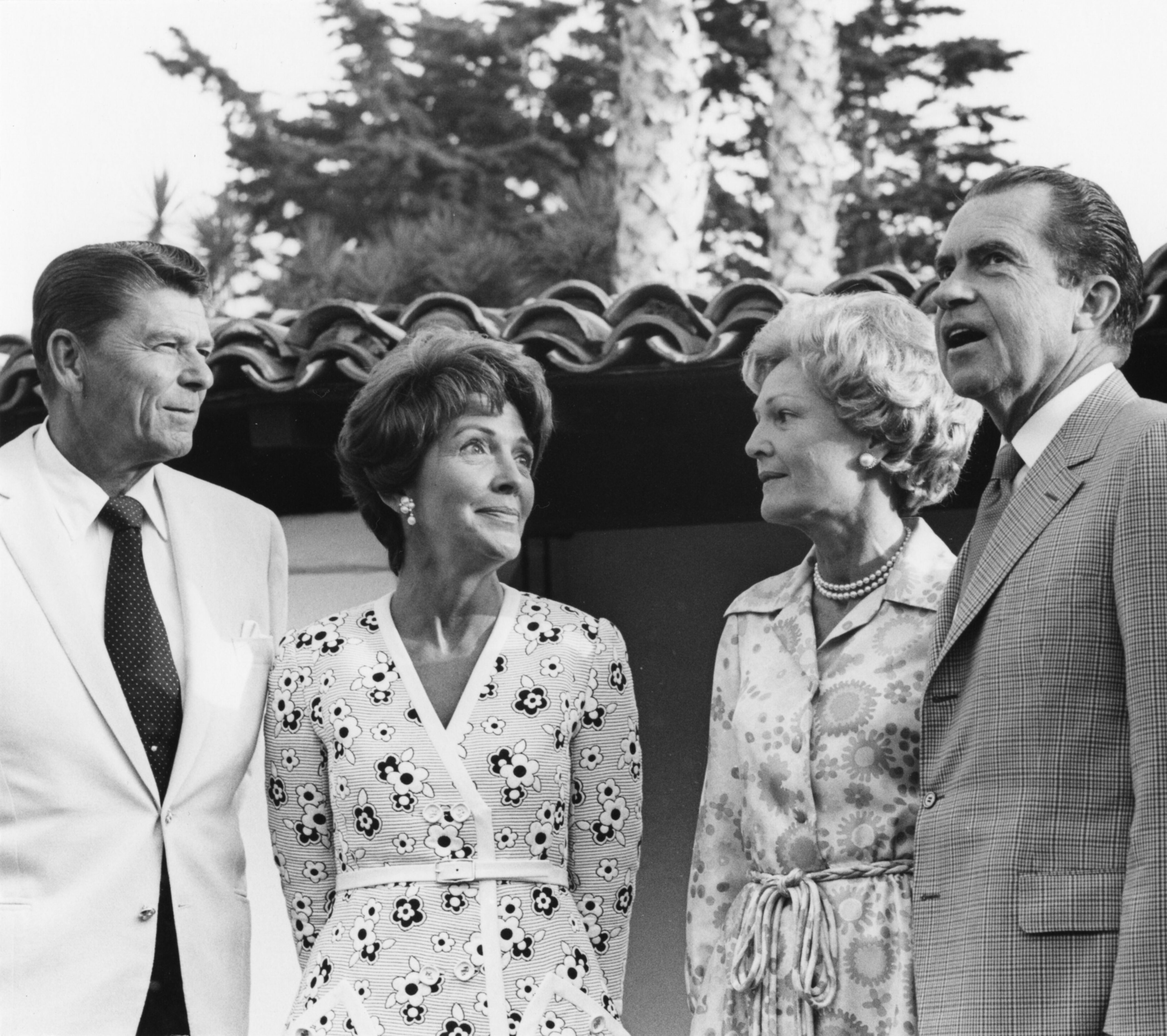
I Reagan incontrano il presidente Richard Nixon e la first lady Pat Nixon nel luglio del 1970

Nel 1967 era ormai iniziato il dibattito nazionale riguardante l'aborto. Il Senato statale della California, su proposta del democratico Anthony Beilenson, approvò il Therapeutic Abortion Act con il proposito di ridurre il numero di aborti clandestini effettuati nello stato. Reagan, dopo diversi giorni di indecisione, firmò la legge. Circa due milioni di aborti vennero praticati di conseguenza, la maggioranza dei quali grazie al fatto che la legge permetteva l'aborto anche per il benessere della madre. Reagan era governatore da appena quattro mesi e, in seguito, affermò che, se avesse avuto una maggiore esperienza, non avrebbe mai firmato la legge. Dopo aver conosciuto quelle che chiamò "le conseguenze" della legge, si proclamò pro-life, posizione che mantenne per il resto della sua vita politica.
Reagan fu rieletto nel 1970, sconfiggendo Jesse Unruh, ma scelse di non candidarsi una terza volta. Durante il secondo mandato riformò il welfare, aumentò gli aiuti per le classi più svantaggiate e ridusse la pressione fiscale. Reagan era un forte sostenitore della pena di morte, ma i suoi sforzi in questo senso furono ostacolati dalla Corte Suprema della California che, con la sentenza People v. Anderson rese invalide tutte le sentenze capitali emesse nello stato prima del 1972, anche se la decisione venne poi superata con un emendamento costituzionale. Comunque, l'unica esecuzione capitale eseguita ai tempi del governatorato di Reagan avvenne il 12 aprile 1967, ai danni del condannato Aaron Mitchell, nella camera a gas del carcere di San Quintino.

### Campagna presidenziale del 1976
Nel 1976 Reagan sfidò il Presidente Gerald Ford, subentrato a Richard Nixon dopo le sue dimissioni, tentando di diventare il candidato alla presidenza per i Repubblicani. Ford era un repubblicano moderato, mentre Reagan si presentò come il candidato dell'ala conservatrice del partito. Organizzazioni di area, come l'American Conservative Union, divennero ben presto la sua principale base elettorale. La ACU fu tra le prime associazioni a sfruttare le nuove regole che consentivano ai comitati di azione politica (cosiddetti PACs) di contribuire alle campagne elettorali. Ne risultò una delle prime campagne a favore di un candidato presidente promosse da un'associazione privata. Vennero finanziati migliaia di inserzioni sui giornali e annunci radiofonici a sostegno delle tematiche conservatrici di Reagan. Poiché Ford, essendo presidente in carica, partiva molto avvantaggiato, la strategia di Reagan, impostata da John Sears, prevedeva di vincere fin dall'inizio alcune primarie, in modo da ostacolare il decollo della campagna elettorale dell'avversario e riaprire la partita. Reagan si affermò in Carolina del Nord, Texas e California, ma carenze di organizzazione e problemi finanziari lo fecero perdere in New Hampshire e, più tardi, in Florida. Nonostante l'ostracismo dell'intero establishment del partito e dei governatori repubblicani, che gli chiesero di ritirarsi, Reagan continuò la campagna elettorale.

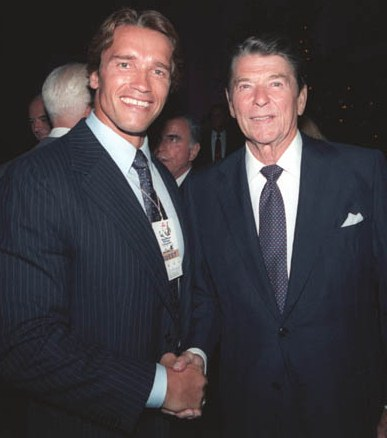
Reagan stringe la mano ad Arnold Schwarzenegger alla Convenzione Nazionale Repubblicana del 1984 a Dallas, Texas

Alla convenzione repubblicana di Kansas City, Ford era a un passo dalla vittoria, grazie anche ai delegati di New York, New Jersey e Pennsylvania, chiaramente controllati dal vicepresidente di Ford, il repubblicano progressista Nelson Rockefeller. Per accattivarsi il sostegno di una parte dei moderati, Reagan scelse uno di loro, il senatore della Pennsylvania Richard Schweiker, come candidato vicepresidente. Ford vinse, anche se di poco, con il supporto di 1.187 delegati contro i 1.070 che scelsero Reagan.
Alla Convenzione, i delegati acclamarono comunque lo sconfitto Reagan, che già aveva tenuto un discorso il giorno prima. Chiamato allora sul palco anche dall'avversario Ford, che aveva appena finito il suo discorso di nomina a candidato ufficiale, egli pronunciò parole rimaste famose: mise l'accento sui pericoli derivanti dalla proliferazione di armi nucleari, sul rischio di una guerra nucleare e sulla minaccia sistemica dell'Unione Sovietica. L'eloquenza di Reagan eclissò le parole di Ford. Alle presidenziali del novembre seguente, Ford venne sconfitto dallo sfidante democratico Jimmy Carter. Nonostante non avesse ottenuto la nomination, alle presidenziali Reagan ricevette 307 voti nel New Hampshire e 388 come indipendente nel Wyoming. Mike Padden, un grande elettore dello stato di Washington, si espresse a favore di Reagan nel collegio elettorale.

### Campagna presidenziale del 1980

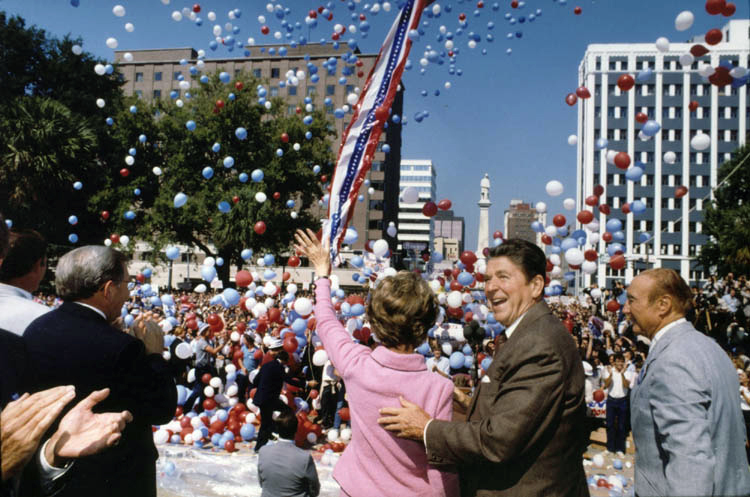
Reagan con la moglie Nancy durante la campagna elettorale in Carolina del Sud, nel 1980

Le primarie repubblicane per le presidenziali del 1980 videro Reagan, rappresentante dell'ala destra del partito, battere George H. W. Bush che rappresentava l'ala centrista. Durante la convention nazionale a Detroit, Reagan non riuscì a convincere l'ex presidente Gerald Ford a candidarsi alla vicepresidenza. La scelta cadde dunque su Bush, che, in quanto ex ambasciatore in Cina ed ex direttore della CIA, aveva una non disprezzabile esperienza internazionale.
La campagna presidenziale del 1980, guidata per Reagan da William Casey, fu condizionata dalla crisi degli ostaggi con l'Iran e dalla difficile congiuntura economica. Ogni giorno i media riferivano degli sforzi inutili messi in atto dal presidente Jimmy Carter per liberare gli ostaggi. Sul fronte della politica interna, trovandosi a confronto con una delle più difficili congiunture economiche dai tempi della Grande Depressione, Reagan attaccò l'incapacità di Carter a contrastare l'inflazione a due cifre, la continua crescita dei tassi d'interesse e l'alta disoccupazione. In un celebre discorso televisivo, Carter aveva sostenuto l'impossibilità per il Governo di eliminare la povertà o di "fornire un'economia prospera". Reagan elaborò la seguente battuta: "Sostengo di non poter utilizzare la parola depressione. Beh, ve ne darò la definizione. C'è recessione quando il vostro vicino perde il lavoro, depressione quando voi perdete il vostro lavoro. La ripresa ci sarà quando a perdere il suo lavoro sarà Jimmy Carter!".
Il comportamento di Reagan nei dibattiti televisivi favorì la sua campagna. Apparve sempre a suo agio, rispose alle critiche di Carter e pose ai telespettatori una domanda: "State meglio oggi o quattro anni fa?" (avrebbe riutilizzato con successo la domanda nella campagna del 1984). Egli rivoluzionò le strategie di marketing politico, proponendosi, come già aveva fatto da governatore, come Citizen politician, cittadino fra i cittadini, vicino alla gente, contrapposto ai politici "di professione". Fu inoltre in grado di ripristinare nella maggioranza dell'elettorato la fiducia nella rinnovata capacità di leadership statunitense a livello globale. Accettando la nomination repubblicana, dichiarò: "i democratici ci dicono che gli Stati Uniti hanno avuto il loro posto al sole, che la nostra nazione ha passato il proprio zenith, che il futuro sarà fatto di sacrifici e di poche opportunità. Rifiuto nella maniera più assoluta tale visione".
Sul piano della politica estera, il dibattito fu dominato dal rapimento dei funzionari statunitensi nell'ambasciata di Teheran, avvenuto il 4 novembre 1979.
Reagan conquistò 44 stati e 489 voti elettorali, contro i 49 grandi elettori andati a Carter, che vinse in sei stati e nel District of Columbia. Reagan ottenne il 50,7% del voto popolare, contro il 41% di Carter. John B. Anderson (un Repubblicano liberal) ricevette il 6,7% del voto popolare. Nelle legislative, dodici democratici persero il seggio senatoriale, consentendo ai repubblicani di conquistare la maggioranza in Senato per la prima volta dal 1952, con un margine di 54 a 46. Alla Camera dei Rappresentanti i repubblicani guadagnarono 34 seggi, ma i democratici rimasero in maggioranza (242 a 192).
Egli, fin dall'inizio, enfatizzò il suo scetticismo riguardo alla capacità del governo federale di risolvere i problemi, soprattutto economici. La sua soluzione fu di "ritirare" l'impegno governativo a controllare e pianificare l'economia, riducendo le imposte e le regolamentazioni, per consentire alle forze del libero mercato di autoregolarsi.

## Presidenza

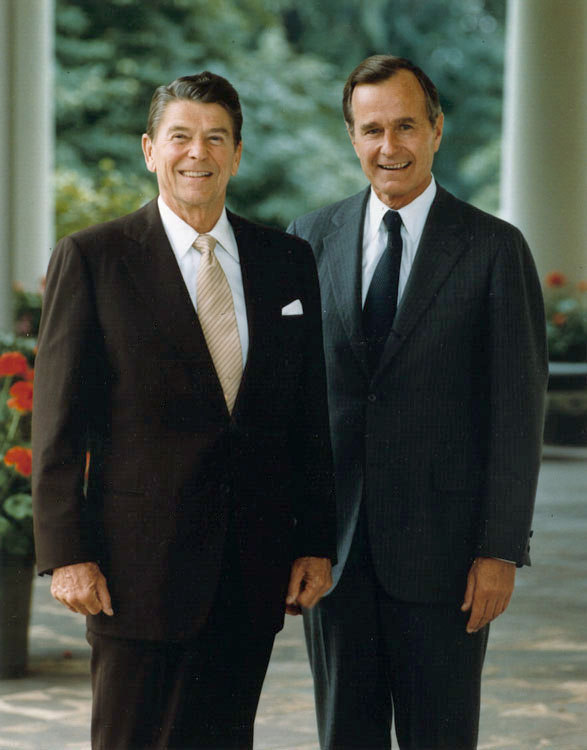
Reagan e il vice presidente George H. W. Bush nel 1981

Incontro con papa Giovanni Paolo II nel 1982

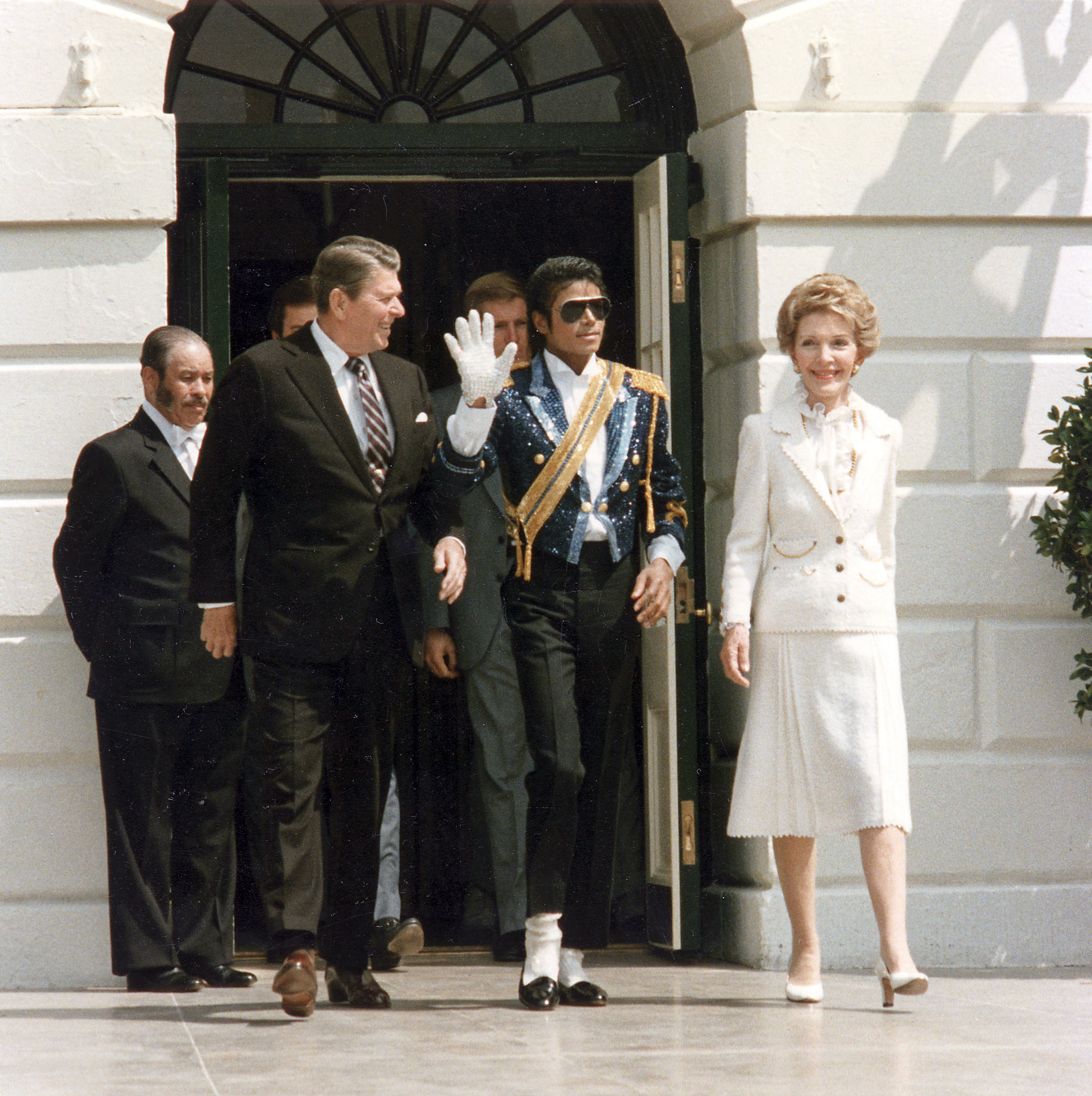
Reagan con Michael Jackson nel 1984

Da sinistra la first lady Nancy Reagan, Reagan, Brigitte Nielsen e Sylvester Stallone a una cerimonia nel 1985

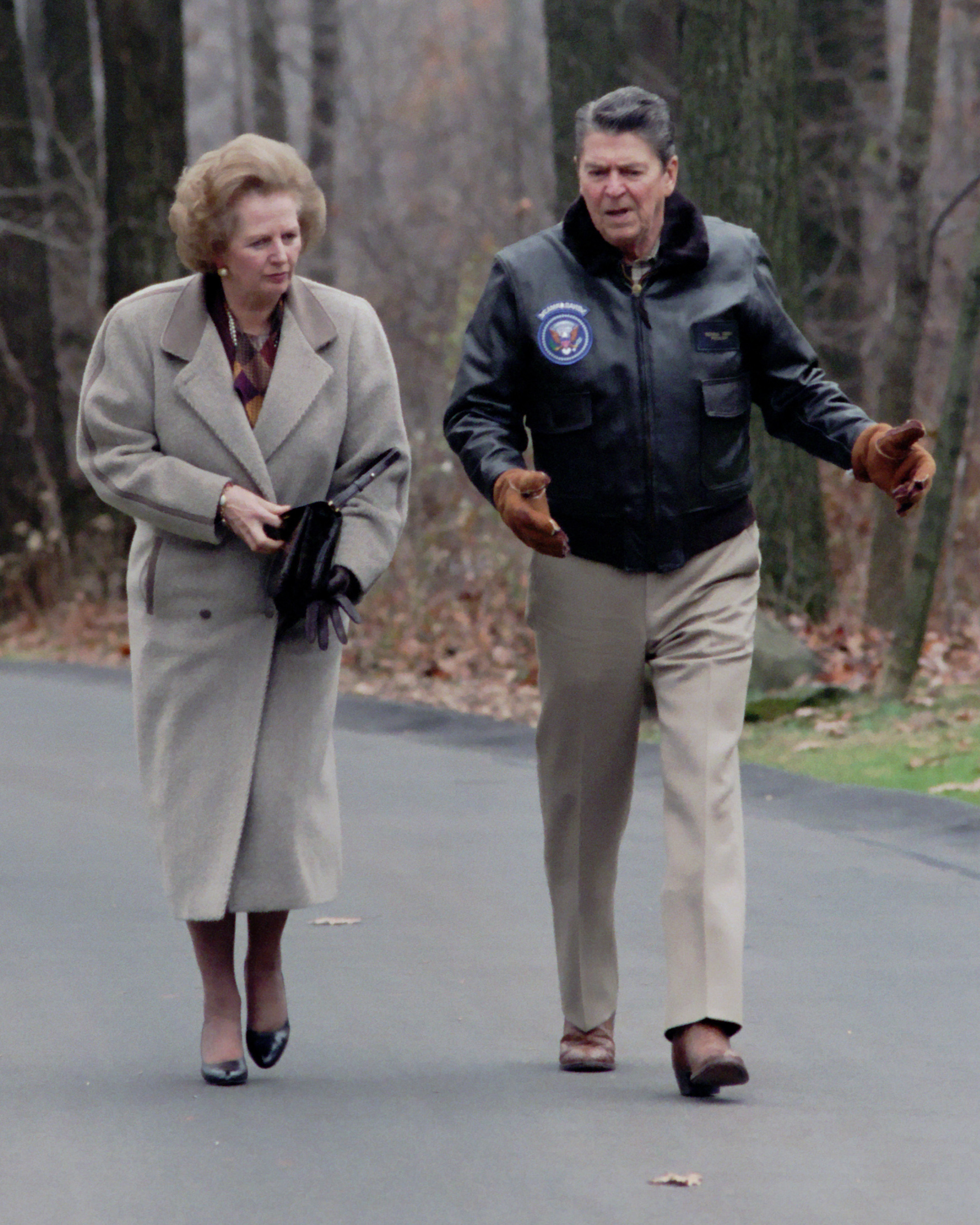
Reagan e Thatcher a Camp David (1986)

### Primo mandato (1981-1985)
Reagan si insediò alla Casa Bianca il 20 gennaio 1981; nel suo discorso inaugurale pose come priorità i problemi economici del Paese e, in proposito, pronunciò la famosa frase:
Nello stesso giorno, i 52 ostaggi statunitensi ancora detenuti in Iran furono rilasciati.

#### Tentativo di assassinio
Il 30 marzo 1981, a soli 69 giorni dall'inizio della sua carica, a Washington John Hinckley Jr., uno squilibrato che con il suo gesto desiderava attrarre su di sé l'attenzione dell'attrice Jodie Foster, sparò a Reagan, perforandogli il polmone sinistro. Il Presidente fu subito condotto al George Washington University Hospital, dove fu operato dal chirurgo Ben Aaron. In sala operatoria disse, scherzando, all'équipe di medici: "Spero che siate tutti repubblicani". Secondo i medici, Reagan rischiò di morire durante l'operazione, ma l'intervento ebbe successo, e l'11 aprile Reagan fu dimesso dall'ospedale.

#### Sciopero dei controllori di volo
Poco dopo la sua entrata in carica il sindacato dei controllori di volo PATCO (Professional Air Traffic Controllers Organization) entrò in sciopero, violando il regolamento per il quale i sindacati della pubblica amministrazione non potevano scioperare. Reagan scelse la linea dura, sostituendo ai controllori di volo civili gli analoghi militari (per i quali non esiste il diritto di sciopero), e il 5 agosto licenziò 11.345 scioperanti, liberandosi così del sindacato.

#### Politica economica
Quando Reagan entrò in carica, l'inflazione era all'11,83% e la disoccupazione al 7,5%. Già dai primi mesi, Reagan cercò di risollevare l'economia statunitense dalla lunga stagnazione. Egli era un convinto sostenitore di una nuova teoria economica chiamata supply-side economics o Reaganomics; questa si basava sulla Curva di Laffer, un modello che studia la relazione fra aliquota e gettito fiscale: supponendo che, quando le tasse sono pari a 0, le entrate sono 0, e che, quando sono pari a 100, il gettito è sempre 0, in quanto ogni attività economica viene paralizzata, tra questi due punti deve esserci un punto in cui le entrate sono al loro massimo; in quel punto aumentare le tasse farebbe paradossalmente diminuire le entrate. Reagan, quindi, era convinto che le tasse americane fossero troppo alte, e una loro diminuzione avrebbe portato a una crescita delle entrate e a maggiori investimenti, con un effetto benefico per l'economia. Già nel 1981 riuscì a far approvare al Congresso una drastica riduzione delle tasse: il 25% in 4 anni. Ma questa sua politica, assieme al pesante aumento della spesa militare e nonostante il taglio di 25 miliardi di dollari destinati alle politiche assistenziali per i più poveri in nome della lotta alle frodi, provocò un forte incremento del deficit, che tra il 1981 e il 1982 raddoppiò, aumentando per tutti gli anni 1980 così come il deficit nella bilancia dei pagamenti. Comunque, la diminuzione delle tasse aumentò i consumi e contribuì a invertire la congiuntura economica, e dal 1982 al 1990 gli USA conobbero un periodo di crescita economica ininterrotto.
In particolare durante l'era Reagan l’Economic Recovery Tax Act garantì generosissimi sgravi fiscali su alcuni investimenti speculativi focalizzati nel settore immobiliare e abbatté a livello generalizzato le tasse sui redditi e sui profitti aziendali, facendo passare l’aliquota legale dell’imposta societaria dal 46 al 34%, pari a 5 punti percentuali in meno rispetto alla media Ocse, mentre la dilatazione del deficit (200 miliardi di dollari nel solo 1983) aumentò il debito pubblico e gli oneri su di esso, che salirono da 52 a 142 miliardi di dollari tra il 1980 e il 1986.
Ma un'importanza decisiva per la ripresa dell'economia USA la ebbe anche il conflitto tra Iran e Iraq, che scatenò una sorta di crisi petrolifera alla rovescia. Le due nazioni – entrambe produttrici di petrolio – cominciarono infatti a svendere sempre più oro nero per finanziare la propria guerra. Di conseguenza fu abbattuto il costo dell'energia, e l'economia del dollaro subì un'impennata. Molti hanno comunque attribuito a Reagan il merito di aver risollevato il morale a un Paese che aveva iniziato il decennio in un clima pessimista.

#### Nomine alla Corte suprema
In altri argomenti di politica interna, non riuscì a cambiare in maniera significativa le politiche riguardanti l'assistenza pubblica e l'aborto. Spostò comunque a destra l'asse del sistema giudiziario federale, nominando giudici conservatori alla Corte Suprema (tra cui Sandra Day O'Connor, prima donna a ricoprire tale ruolo) e alle corti inferiori; la cosa non ebbe però gli effetti sperati dai conservatori: le tanto odiate sentenze progressiste degli anni sessanta e settanta non furono rovesciate dalla nuova Corte.

#### Politica estera

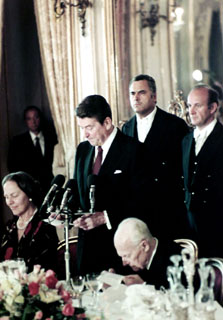
Ronald Reagan al Quirinale con il presidente della Repubblica Sandro Pertini e la presidente della Camera Nilde Iotti

I rapporti con l'Unione Sovietica si erano già deteriorati durante la presidenza di Jimmy Carter; a causa dell'intransigenza sovietica e dell'invasione dell'Afghanistan durante il primo mandato di Reagan, raggiunsero però livelli bassissimi. Nel primo anno di presidenza, comunque, i negoziati continuarono: da un lato l'amministrazione decise di conformarsi ai termini sanciti dal trattato SALT II, nonostante non fosse stato ratificato dal Senato; dall'altro si dichiarò disponibile a trattare un disarmo nucleare per i missili a medio raggio nel teatro europeo: la relativa proposta, cosiddetta "opzione zero", fu giudicata irricevibile da parte dell'URSS.
I rapporti tra le due potenze toccarono il picco negativo nel 1983, quando Reagan si riferì all'Unione sovietica con l'espressione Impero del Male e quando annunciò piani per il riarmo nucleare. Si discute, da parte degli storici, sul fatto che questo riarmo abbia propiziato la nascita di una dirigenza più flessibile a Mosca. È probabile che la pressione americana abbia costretto la dirigenza sovietica a scegliere leadership più ragionevoli.
Quanto allo sviluppo dell'SDI, un sistema di difesa missilistica da installare nello spazio, il progetto -ribattezzato Star Wars dalla popolare saga cinematografica di quegli anni - incontrò molte difficoltà: innanzitutto veniva reso noto a uno stadio in cui non ne era chiara nemmeno la realizzabilità, poi fu aspramente criticato da molti analisti di relazioni internazionali, infine fu visto con fastidio dagli alleati europei in quanto lo scudo si limitava al territorio americano e infine violava chiaramente il Trattato ABM. Ben presto, quindi, il progetto originario fece posto al cosiddetto Star Wars II, che prevedeva una difesa non totale ma limitata a specifici siti militari e civili.

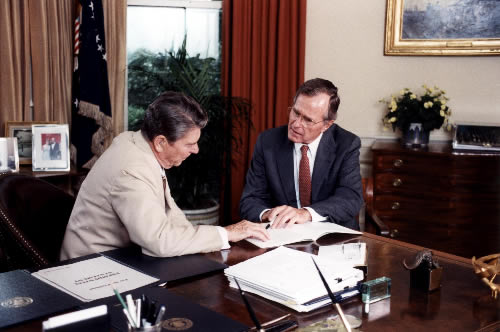
George H. W. Bush (a destra, con gli occhiali) e Ronald Reagan

Anche i rapporti con gli alleati europei peggiorarono, soprattutto a causa della tendenza di Reagan ad azioni unilaterali; nel 1982, inoltre, sorse un contrasto riguardo alla realizzazione del "gasdotto siberiano", che avrebbe fornito a sette Paesi europei approssimativamente il 20% del loro fabbisogno di gas. Reagan oppose il suo veto, ma in seguito dovette fare marcia indietro.

##### Guerra del Libano
In Medio Oriente la situazione era molto critica: nel 1982 Israele aveva invaso il Libano, Paese segnato da anni di guerra civile; l'amministrazione, dopo un aspro dibattito al suo interno che portò alla sostituzione del Segretario di Stato, decise di intervenire inviando una forza di pace. Nel 1983, però, il quartier generale dei Marine in Libano fu distrutto da un attentato terroristico, provocando 241 morti tra i soldati statunitensi e spingendo Reagan a ritirare le truppe dal Medio Oriente; negli anni successivi, egli si guardò bene dal rinviarle fuori dagli USA, limitandosi a portare a termine solo interventi rapidi e poco impegnativi.

##### Invasione di Grenada
Il 25 ottobre 1983, temendo che i rivolgimenti politici interni nel piccolo Stato caraibico di Grenada avrebbero potuto favorire Cuba e l'Unione Sovietica, gli USA inviarono le proprie forze armate e rovesciarono il governo militare da poco al potere. L'invasione, appoggiata dall'Organizzazione degli Stati dei Caraibi Orientali, venne condannata dall'ONU come un attentato alla sovranità di Grenada e una violazione del diritto internazionale. Forti critiche furono espresse inoltre da Stati del Commonwealth come Regno Unito, Canada e Trinidad e Tobago.

##### Sudafrica
Nei primi anni ottanta l'amministrazione Reagan si oppose alle sanzioni chieste dalla comunità internazionale contro l'Apartheid in Sudafrica e intraprese una politica di impegno costruttivo. Il fallimento di questa strategia rispetto agli scopi dichiarati attirò forti contestazioni da parte degli attivisti anti-apartheid spingendo il Congresso ad approvare l'introduzione di sanzioni. Reagan oppose il veto presidenziale per osteggiare l'iniziativa ma il Congresso reagì riapprovando la legge a maggioranza qualificata e sancendo la fine del constructive engagement.

#### Elezioni presidenziali del 1984

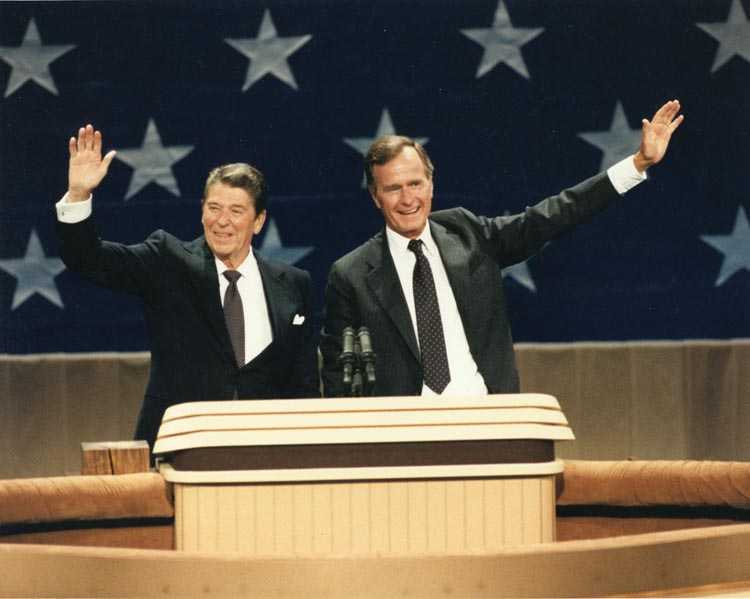
Il presidente Ronald Reagan e il vicepresidente George H. W. Bush durante la campagna di rielezione del 1984

Fu rieletto trionfalmente nel novembre 1984; queste elezioni furono un vero choc per i democratici; il loro candidato Walter Mondale, vicepresidente sotto Carter, non solo fu sconfitto ampiamente in tutti gli Stati tranne due (il Minnesota e il Distretto di Columbia), ma un sondaggio rivelò che egli aveva avuto la maggioranza dei voti solo tra i poveri e tra gli emarginati; tutti gli altri gruppi sociali (studenti, industria, ceto medio...) si erano schierati con Reagan. I repubblicani mantennero la maggioranza al Senato, ma alla Camera, pur guadagnando sedici seggi, non ci riuscirono.

### Secondo mandato (1985-1989)

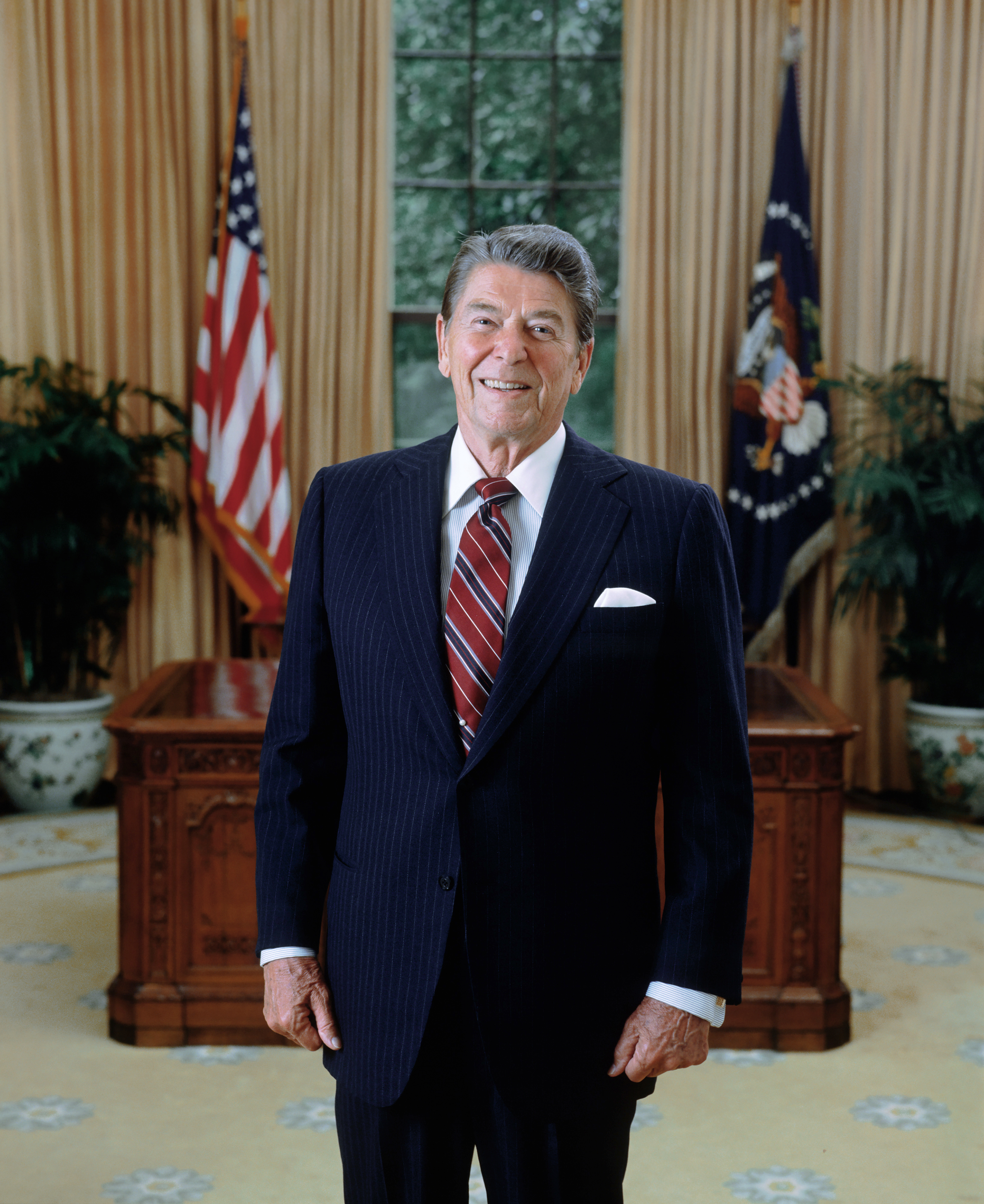
Il presidente Reagan durante il suo secondo mandato presidenziale

#### Politica estera
Il suo secondo mandato fu caratterizzato soprattutto dalla distensione con l'URSS: a partire dal 1985, Reagan dimostrò realismo politico promuovendo una serie di incontri con Gorbaciov, con il quale addirittura strinse un'amicizia personale.
Rimase celebre, in particolare, il discorso Tear down this wall! letto davanti alla Porta di Brandeburgo il 12 giugno 1987, in cui invitò Gorbaciov ad abbattere il Muro di Berlino.

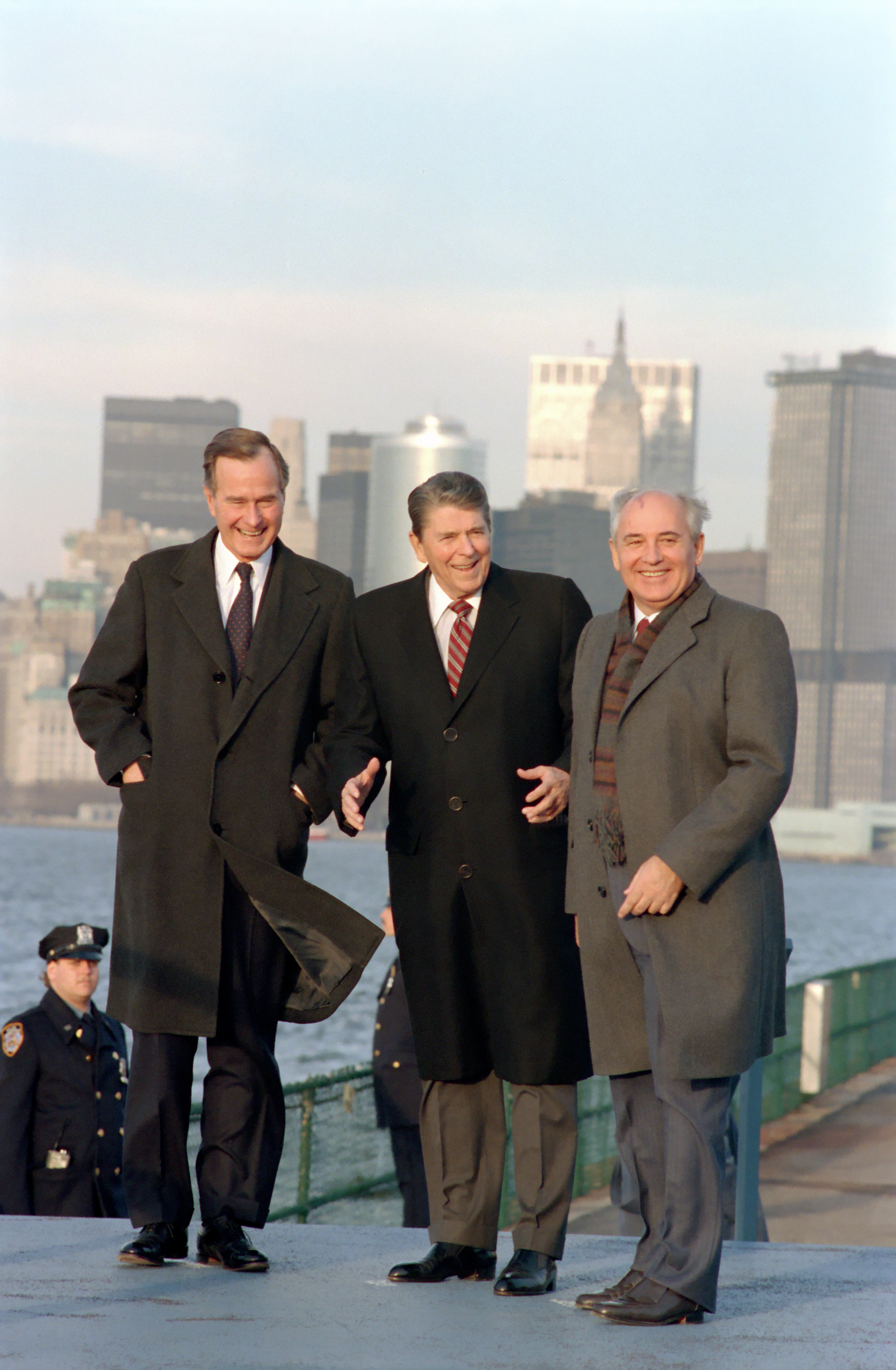
La presidenza americana e il segretario generale del PCUS Gorbaciov a New York City

(Ronald Reagan il 12 giugno 1987, a Berlino, davanti alla porta di Brandeburgo)

##### Lo scandalo Iran-Contras
Lo scandalo Iran-Contras, conosciuto anche come Irangate, esplose tra il 1985 e il 1986 coinvolgendo alcuni alti dirigenti politici e militari dell'amministrazione Reagan accusati di un traffico d'armi con l'Iran (su cui vigeva l'embargo) allo scopo di facilitare il rilascio di sette ostaggi statunitensi in quel momento nelle mani di Hezbollah (storicamente legato all'Iran) in Libano. I proventi di questa operazione erano serviti a finanziare l'opposizione violenta dei Contras al governo del Nicaragua. Anche se Reagan fu soltanto sfiorato dalla vicenda, per la sua amministrazione fu un duro colpo: non solo alcuni suoi elementi avevano commerciato con l'acerrimo nemico Iran, rompendo il principio che esclude ogni trattativa coi terroristi, ma avevano anche addestrato, armato finanziato un gruppo armato senza il consenso necessario del Congresso, consenso che lo stesso aveva già respinto nel 1984.

##### Interventi militari

Il presidente Reagan discute con Colin Powell

Reagan portò avanti una decisa politica di pressione militare sulla Libia di Muʿammar Gheddafi, ritenuta tra i principali sostenitori del terrorismo internazionale. Dopo il dirottamento del volo EgyptAir 648 il 23 novembre 1985 e gli attacchi agli aeroporti di Roma e Vienna il 27 dicembre seguente, azioni attribuite a terroristi sostenuti dalla Libia, Reagan autorizzò per il gennaio-marzo 1986 una serie di manovre militari da parte di navi e aerei della US Navy nelle acque del golfo della Sirte unilateralmente e illegalmente rivendicate come proprie dai libici; queste azioni (operazione Attain Document) degenerarono in una battaglia aperta il 24-25 marzo 1986 nel corso della quale varie unità navali libiche furono attaccate e affondate dagli aerei statunitensi. In risposta, agenti libici organizzarono il 5 aprile seguente un attentato alla discoteca La Belle di Berlino Ovest, frequentata da soldati statunitensi, che provocò tre morti e 250 feriti. Gli Stati Uniti risposero quindi il 15 aprile con l'operazione El Dorado Canyon: 24 bombardieri attaccano Tripoli e altri obiettivi militari lungo la costa della Libia, distruggendo la residenza di Gheddafi. Il presidente libico sfuggì alle bombe, ma gravi danni furono inferti all'apparato militare libico causando però anche diverse vittime civili.

Reagan e Mikhail Gorbaciov

Nel luglio 1987, a seguito di ripetuti attacchi da parte di iracheni e iraniani al traffico mercantile civile in navigazione nel Golfo Persico, il presidente Reagan ordinò l'attuazione dell'operazione Earnest Will, inviando forze navali statunitensi a scortare i convogli delle petroliere neutrali. L'operazione causò uno stato di guerra latente tra gli Stati Uniti e l'Iran, in particolare per l'attuazione di azioni di rappresaglia da parte della US Navy agli attacchi ai mercantili portati avanti dagli iraniani: il 18 aprile 1988 un'azione di rappresaglia statunitense contro alcune postazioni iraniane nel Golfo (operazione Praying Mantis) si trasformò nella maggiore battaglia navale sostenuta dalla US Navy dalla fine della seconda guerra mondiale, mentre il 3 luglio seguente, nel corso di una nuova scaramuccia tra navi statunitensi e iraniane, un aereo di linea iraniano fu abbattuto per errore da un missile statunitense causando la morte di 290 civili.

#### Reagan e la Fed

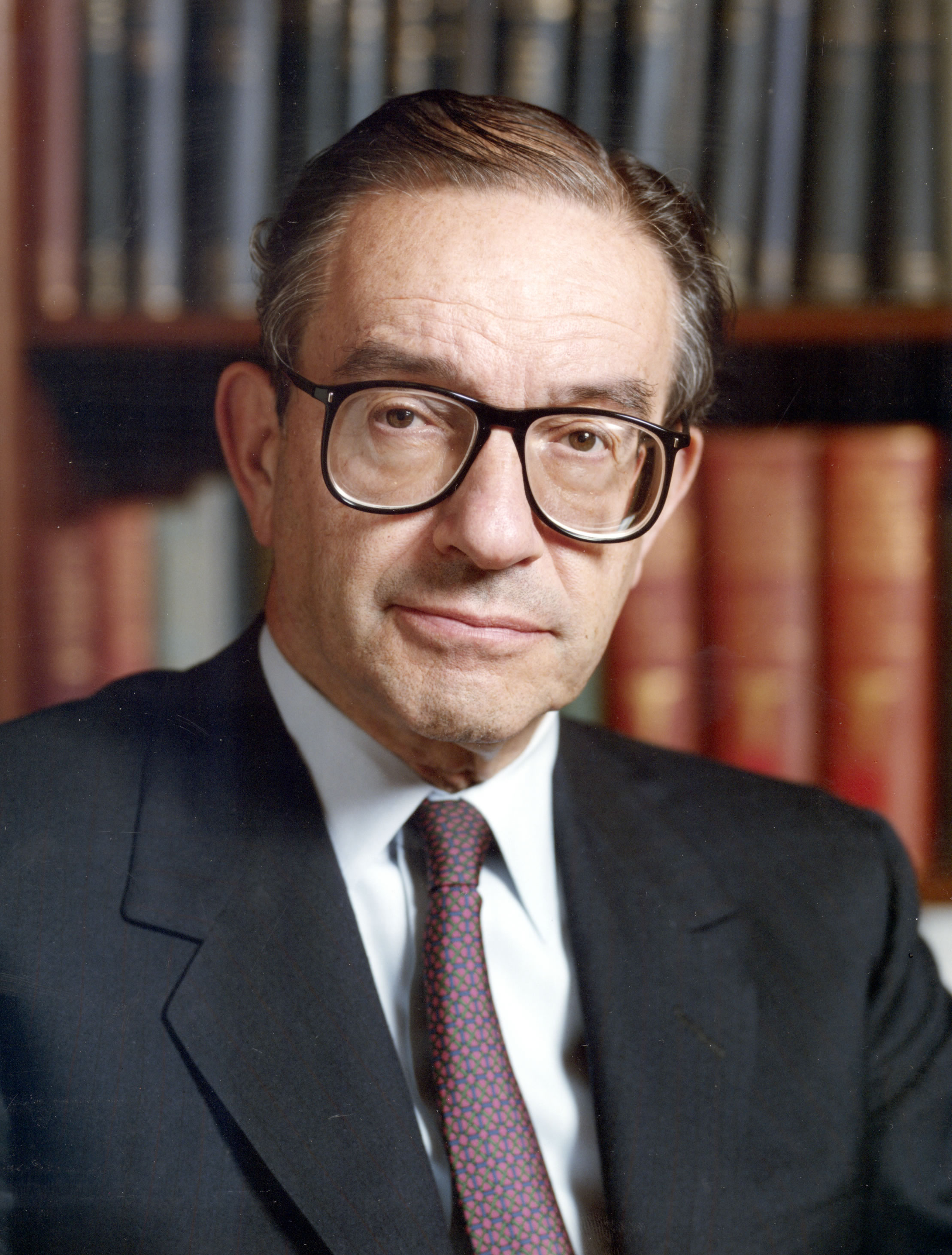
Alan Greenspan

Il 2 giugno 1987 Reagan nominò Alan Greenspan come Segretario del Comitato dei Governatori della Federal Reserve negli Stati Uniti: Greenspan viene visto come antiquato nel suo attaccamento al concetto di parità aurea e criticato per la sua difesa a spada tratta del laissez-faire.
Per quanto riguarda la parità aurea la sua posizione contiene una certa ironia, visto il ruolo della Fed nell'emissione di moneta. Alcuni oggettivisti come Leonard Peikoff e Harry Biswanger hanno affermato che il suo incarico alla Fed costituisce un abbandono dei principi dell'oggettivismo e dei suoi principi di "libero mercato".
Secondo altri oggettivisti, Greenspan avrebbe invece deliberatamente agito in modo da minare il sistema della Federal Reserve, con il risultato di accumulare, di amministrazione in amministrazione, un debito pubblico destinato a causare il collasso del sistema della Fed stessa, con la naturale conseguenza di preparare la strada al ritorno alla parità aurea: infatti il debito pubblico americano è passato dai circa 780 miliardi di $ del 1980 (con il Presidente Jimmy Carter) ai quasi 10.000 miliardi di $ del 2009 (con Barack Obama alla Casa Bianca). Questo scenario mostrerebbe un certo parallelismo con quanto descritto da Ayn Rand nel suo Atlas Shrugged (La rivolta di Atlante) in cui il personaggio di Francisco d'Anconia sabota l'industria del rame deliberatamente contribuendo allo sfascio dell'economia americana. Da più parti Ayn Rand viene indicata come il romanziere preferito di Greenspan.

Molti pensano che Reagan abbia deliberatamente incaricato Greenspan di fare quanto sostenuto sopra proprio per sabotare il sistema della Federal Reserve, che Reagan aveva definito come inutile poco prima dell'attentato subito nel 1981, e per fare in modo che l'America abbracciasse in modo definitivo e incontestabile le politiche del laissez-faire sognate dai Padri Fondatori e previste dalla Costituzione.

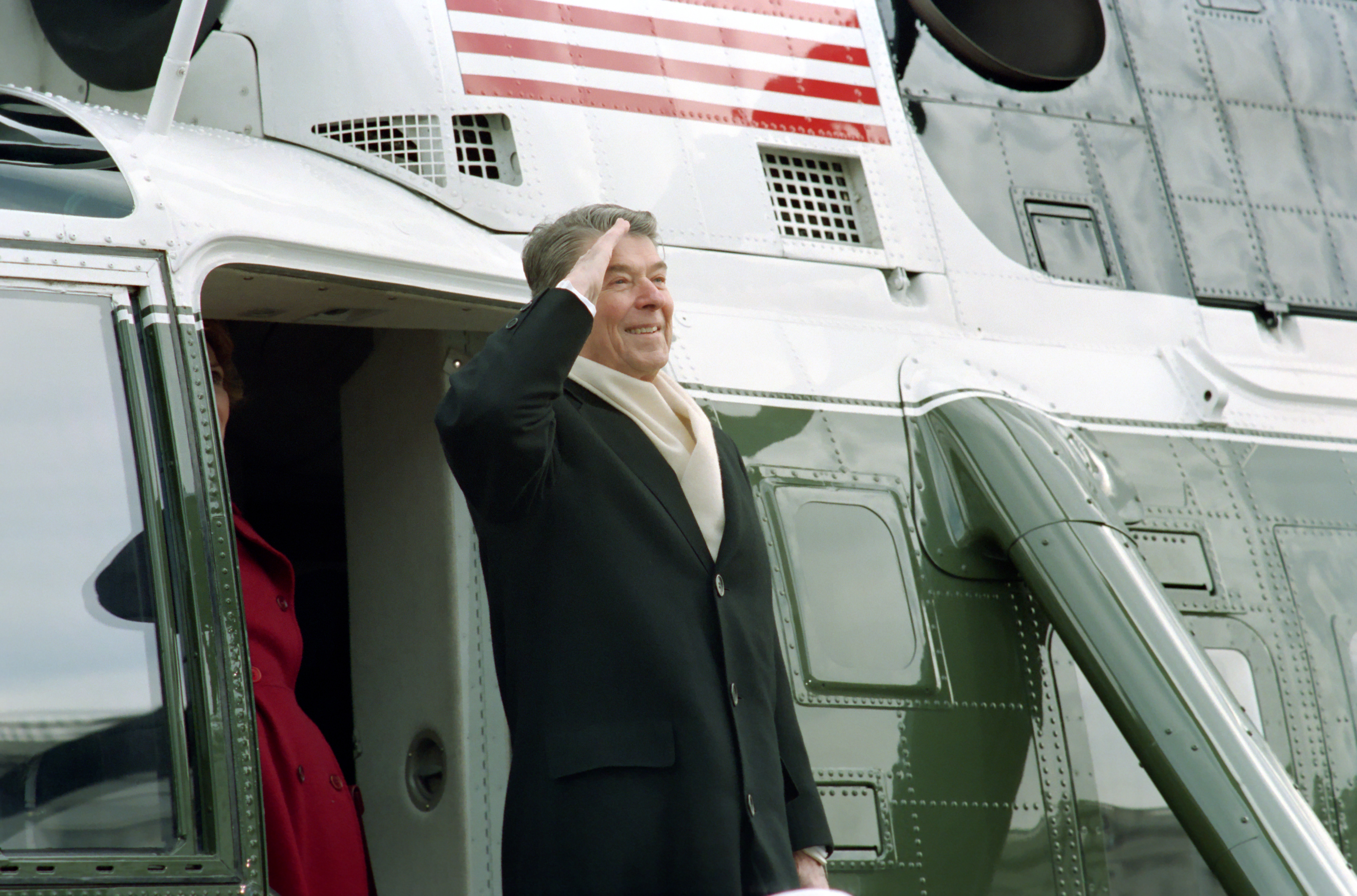
Ronald Reagan saluta la Casa Bianca dopo otto anni di presidenza

## Dopo la presidenza
A partire dal 1989, pochi mesi dopo l'insediamento alla Presidenza del successore George H. W. Bush — già vicepresidente sotto Reagan — l'impero sovietico, che Reagan aveva definito come l'Impero del Male, iniziò a collassare e l'ex presidente fu salutato come un eroe in molti paesi dell'Europa Orientale. Gli Stati Uniti rimasero così l'unica superpotenza mondiale.
Lasciata la Casa Bianca, Reagan tornò a vivere nella natia California, dividendosi tra la propria tenuta di Rancho del Cielo, nei pressi di Santa Barbara, e una casa di nuovo acquisto al civico 668 di St. Cloud Road, Bel Air. Le sue apparizioni pubbliche si fecero sempre più rare: il 4 novembre 1991 inaugurò la Ronald Reagan Presidential Library (alla presenza di ben cinque presidenti degli Stati Uniti e di sei first lady), quindi circa un anno dopo tenne un discorso alla convention del Partito Repubblicano in vista delle presidenziali 1992. Sempre nel 1992, tramite la sua fondazione presidenziale, istituì il Ronald Reagan Freedom Award, da attribuirsi a personalità autrici di "importanti e durevoli contributi alla causa della libertà nel mondo". Tenne il suo ultimo discorso il 3 febbraio 1994 in un evento in suo onore a Washington e fece la sua ultima apparizione ufficiale in veste di ex presidente il successivo 27 aprile a Yorba Linda in occasione del funerale di Richard Nixon.

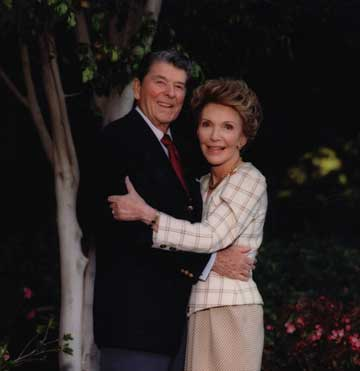
L'ex presidente Ronald Reagan e la moglie Nancy fotografati a Bel Air nel 1992

Nell'agosto 1994 gli venne diagnosticata la malattia di Alzheimer, di cui egli diede pubblica notizia nel mese di novembre mediante una lettera autografa:
La notizia fece sorgere speculazioni e interrogativi riguardo alla possibilità che Reagan potesse aver già palesato dei sintomi durante il proprio mandato presidenziale: nel 2011 il figlio Ron scrisse in un libro di aver avuto un presentimento in tal senso fin dal 1984, mentre alcuni giornalisti e membri del suo entourage riferirono che, in alcuni casi, il presidente aveva dato a vedere dei "vuoti di memoria" nei confronti di alcuni di loro. Tutti e quattro i medici che l'avevano seguito alla Casa Bianca tuttavia negarono di aver ravvisato in lui i sintomi dell'Alzheimer; l'ipotesi venne respinta anche da vari altri suoi amici e collaboratori, che invece individuarono il "decollo" della malattia tra il 1992 e il 1993, citando ad esempio quanto accaduto in occasione della festa privata per il suo 81º compleanno, il 6 febbraio 1992, ove Reagan fece per due volte un brindisi all'ex premier inglese Margaret Thatcher, ripetendo pedissequamente i medesimi gesti e le medesime parole.
Da allora praticamente Reagan scomparve dalla scena pubblica, continuando però almeno fino al 1999 a recarsi presso il suo studio privato a Century City, nonché a passeggiare nei dintorni di casa propria a Bel Air e a concedersi partite a golf. Già dal 1997, tuttavia, si diffusero notizie riguardo al repentino declino delle sue facoltà cognitive. La sua ultima foto, ripresa durante la festa in casa per il suo 89º compleanno, fu diffusa il 6 febbraio 2000.
Dopo che nel gennaio 2001 una caduta in casa gli costò una frattura dell'anca (obbligandolo a un intervento chirurgico e a un periodo di riabilitazione domestica), la famiglia gli impose un isolamento via via più stringente, contingentando anche le visite esterne: intervistata da Larry King, la moglie Nancy disse che tale scelta andava incontro al desiderio del marito di far sì che le persone si ricordassero di lui "per quel che era". In questo periodo riallacciò i legami con la figlia Patti, entrata in rotta con lui perché pacifista e attiva nel movimento contro la guerra.
Sul finire del 2003 i media riferirono di come Reagan non riconoscesse più nessuno e fosse ormai costantemente ricoverato in una clinica della zona di Los Angeles, del tutto incapace di comunicare con l'esterno.

## Morte e funerali di Stato

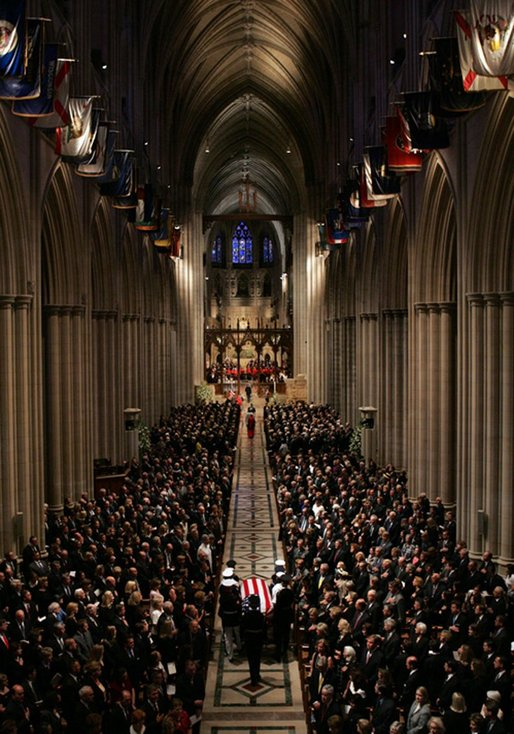
Il funerale di Stato

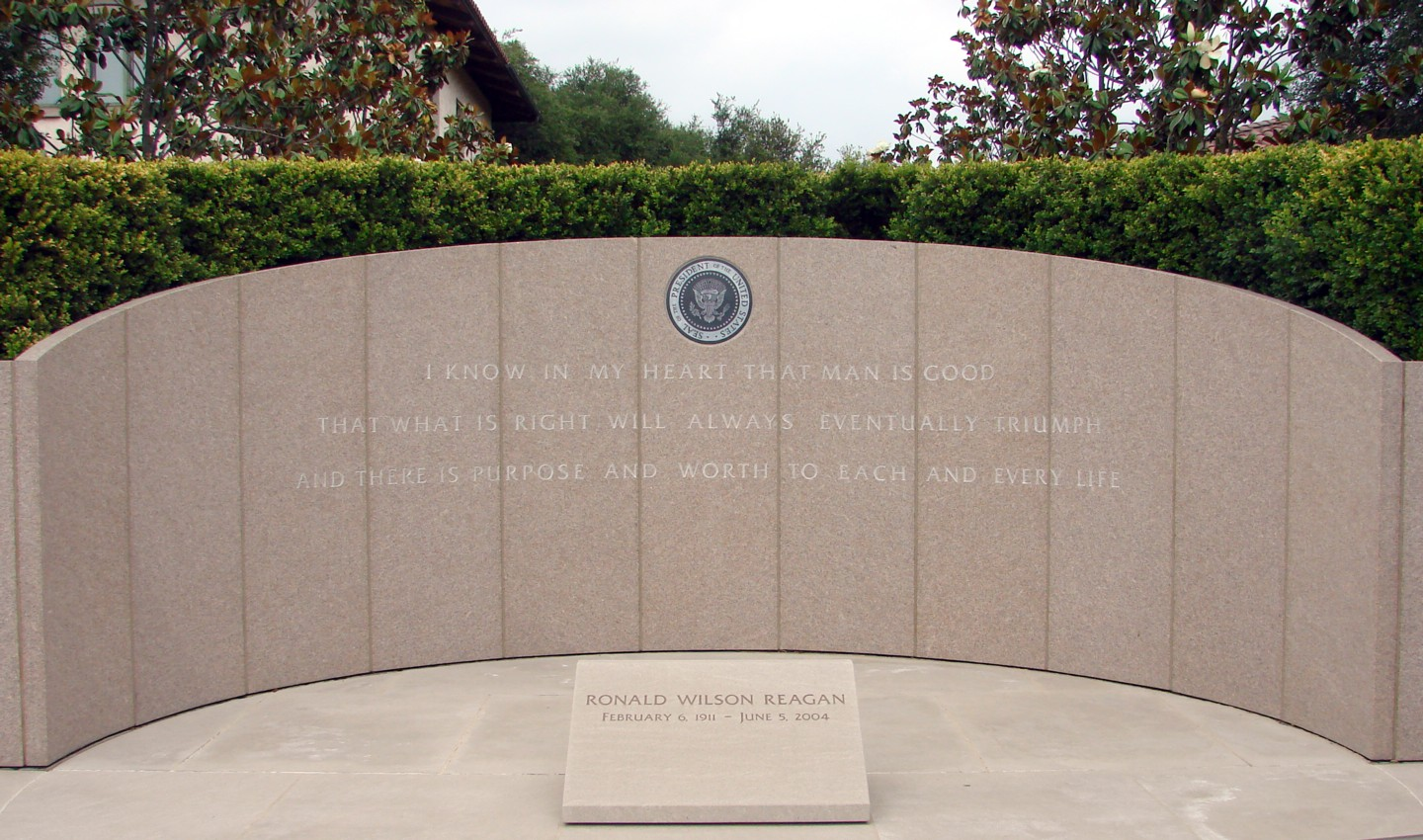
La tomba

Colpito da una polmonite acuta, Ronald Reagan morì nella sua casa di Bel Air all’età di 93 anni, il 5 giugno 2004, dopo aver combattuto contro l’Alzheimer per quasi un decennio.
Il 7 giugno il feretro dell'ex presidente venne traslato alla Ronald Reagan Presidential Library a Simi Valley; dopo un breve servizio funebre riservato ai familiari e pochi intimi, presieduto dal reverendo Michael Wenning, ex pastore della chiesa presbiteriana di Bel Air, che Reagan era solito frequentare, venne aperta la camera ardente.
Il 9 giugno l'aereo SAM 28000 della flotta presidenziale trasportò la salma dalla base navale di Point Mugu alla Joint Base Andrews, da dove partì il corteo funebre fino al Campidoglio di Washington, presso il quale fu allestita la seconda camera ardente, nella "rotonda" centrale del palazzo, che rimase aperta per 34 ore.
Al termine dell'esposizione pubblica, l'11 giugno la salma fu scortata alla Washington National Cathedral, presso la quale fu officiato il funerale di Stato; il presidente George W. Bush dichiarò un giorno di lutto nazionale. Più tardi, dopo il rito funebre, il feretro fu trasportato di nuovo in California per la sepoltura presso la Ronald Reagan Presidential Library. Nel 2016 la moglie Nancy verrà sepolta accanto a lui.
Le esequie di Reagan furono le prime a carattere di Stato dopo quelle di Lyndon B. Johnson nel 1973. Richard Nixon, che presiedette il funerale di Johnson, aveva infatti rifiutato tale beneficio e alla sua morte, nel 1994, ebbe il proprio funerale presso la sua casa natale.

## Eredità politica
Se per i democratici la sua presidenza coincide con un periodo di regressione nel cammino verso una società più equa e più giusta (negli anni 1980 si accrebbe il divario fra le classi sociali), per i repubblicani egli era ed è un modello a cui ispirarsi, il promotore di quella "rivoluzione conservatrice" che i suoi successori avrebbero dovuto continuare (cercherà di farlo in primo luogo l'amministrazione di George W. Bush). Alcuni storici insistono sul fatto che questa rivoluzione non ha mai avuto luogo: in effetti, Reagan si è spesso dimostrato conservatore solo in apparenza, non a caso il Libertarian Party confluì nel Partito Repubblicano durante l'epoca reaganiana.
Per quanto riguarda la sua politica estera, esistono varie scuole di pensiero tra gli storici, soprattutto per quanto riguarda il suo ruolo giocato nei confronti dell'URSS: qualcuno di loro considera Reagan uno dei maggiori attori nel causare il collasso dell'Unione Sovietica nel 1991, mentre, per altri il crollo sovietico era inevitabile e Reagan lo avrebbe solo anticipato.
Per il resto, Reagan, dovendo fronteggiare la sindrome del Vietnam ancora ben presente negli animi del Paese, non si arrischiò a intraprendere azioni militari estese, ma si limitò a interventi mirati e in grado di garantire un successo rapido, senza preoccuparsi tanto delle conseguenze. Per alcuni dei suoi critici è proprio questo il tratto distintivo della sua presidenza, in politica estera come in economia: le amministrazioni seguenti dovranno fronteggiare il pesante deficit di bilancio da lui lasciato (a tal proposito, si può affermare che Reagan e Margaret Thatcher ottennero due risultati di bilancio diversi pur applicando la stessa teoria economica: Reagan ottenne, come già detto, l'incremento del deficit, mentre il Primo Ministro britannico ottenne un risultato molto vicino al pareggio di bilancio grazie al taglio delle tasse unito al corrispettivo taglio della spesa che negli USA era "ostacolato" dalla maggior dimensione del Pentagono rispetto al corrispettivo ministero della difesa britannico che, a causa delle sue dimensioni notevolmente inferiori, non necessitava dell'aumento della spesa richiesto e ottenuto, invece, dal Pentagono per affrontare la sfida con l'URSS. Infatti, solo dopo la caduta dell'URSS, i Presidenti George Herbert Walker Bush e, soprattutto, Clinton poterono tagliare in maniera più incisiva le spese, comprese e soprattutto quelle militari.)
Nell'ottobre 2008, in preda alla crisi economico-finanziaria a livello mondiale, innescata dal tracollo bancario imputabile ai mutui subprime (che erano stati sostenuti con molta forza dai democratici, in particolare dal presidente Bill Clinton), il governo repubblicano del presidente George W. Bush, figlio del successore di Reagan, ha nazionalizzato tre banche al fine di evitarne il fallimento, in sostanza sconfessando la visione liberista di tutto il partito dal 1980 a oggi.
Va anche ricordato che George H. W. Bush, antagonista di Reagan alle primarie nelle elezioni presidenziali e in seguito prima vice e poi successore di Reagan, ebbe a dichiarare che la politica economico-finanziaria di Reagan ispirata alla teoria macroeconomica supply-side, poi nota come Reaganomics, era voodoo economics.

## Filmografia

### Cinema
- Love Is on the Air, regia di Nick Grinde (1937)
- Hollywood Hotel, regia di Busby Berkeley (1937) (non accreditato)
- Sergeant Murphy, regia di B. Reeves Eason (1938)
- Swing Your Lady, regia di Ray Enright (1938)
- Accidents Will Happen, regia di William Clemens (1938)
- Cowboy from Brooklyn, regia di Lloyd Bacon (1938)
- Il sapore del delitto (The Amazing Dr. Clitterhouse), regia di Anatole Litvak (1938) (voce, non accreditato)
- Boy Meets Girl, regia di Lloyd Bacon (1938)
- Girls on Probation, regia di William C. McGann (1938)
- Brother Rat, regia di William Keighley (1938)
- Going Places, regia di Ray Enright (1938)
- Secret Service of the Air, regia di Noel M. Smith (1939)
- Code of the Secret Service, regia di Noel M. Smith (1939)
- L'alfabeto dell'amore (Naughty But Nice), regia di Ray Enright (1939)
- Acciaio umano (Hell's Kitchen), regia di Ewald André Dupont e Lewis Seiler (1939)
- Angeli senza cielo (The Angels Wash Their Faces), regia di Ray Enright (1939)
- Servizio della morte (Smashing the Money Ring), regia di Terry O. Morse (1939)
- Tramonto (Dark Victory), regia di Edmund Goulding (1939)
- Brother Rat and a Baby, regia di Ray Enright (1940)
- La voce di Hollywood (The Voice of Hollywood), regia di William A. Wellman (1940)
- An Angel from Texas, regia di Ray Enright (1940)
- Murder in the Air, regia di Lewis Seiler (1940)
- Tugboat Annie Sails Again, regia di Lewis Seiler (1940)
- I pascoli dell'odio (Santa Fe Trail), regia di Michael Curtiz (1940)
- Knute Rockne All American, regia di Lloyd Bacon (1940)
- Pancho il messicano (The Bad Man), regia di Richard Thorpe (1941)
- Million Dollar Baby, regia di Curtis Bernhardt (1941)
- Il diavolo con le ali (International Squadron), regia di Lothar Mendes e Lewis Seiler (1941)
- Nine Lives Are Not Enough, regia di A. Edward Sutherland (1941)
- L'avventura impossibile (Desperate Journey), regia di Raoul Walsh (1942)
- Delitti senza castigo (Kings Row), regia di Sam Wood (1942)
- This Is the Army, regia di Michael Curtiz (1943)
- Età inquieta (That Hagen Girl), regia di Peter Godfrey (1947)
- La voce della tortora (The Voice of the Turtle), regia di Irving Rapper (1947)
- La valle del sole (Stallion Road), regia di James V. Kern (1947)
- La sposa rubata (John Loves Mary), regia di David Butler (1949)
- Sempre più notte (Night Unto Night), regia di Don Siegel (1949)
- La foglia di Eva (The Girl from Jones Beach), regia di Peter Godfrey (1949)
- Cuore solitario (The Hasty Heart), regia di Vincent Sherman (1949)
- Amo Luisa disperatamente (Louisa), regia di Alexander Hall (1950)
- La setta dei tre K (Storm Warning), regia di Stuart Heisler (1951)
- L'assedio di Fort Point (The Last Outpost), regia di Lewis R. Foster (1951)
- Bonzo la scimmia sapiente (Bedtime for Bonzo), regia di Frederick de Cordova (1951)
- Il talismano della Cina (Hong Kong), regia di Lewis R. Foster (1952)
- The Winning Team, regia di Lewis Seiler (1952)
- Il collegio si diverte (She's Working Her Way Through College), regia di H. Bruce Humberstone (1952)
- Il giustiziere dei tropici (Tropic Zone), regia di Lewis R. Foster (1953)
- Il giustiziere (Law and Order), regia di Nathan Juran (1953)
- Prisoner of War, regia di Andrew Marton (1954)
- La regina del Far West (Cattle Queen of Montana), regia di Allan Dwan (1954)
- La jungla dei temerari (Tennesse's Partner), regia di Allan Dwan (1955)
- Le pantere dei mari (Hellcats of the Navy), regia di Nathan Juran (1957)
- Giorni senza fine (The Young Doctors), regia di Phil Karlson (1961) - voce
- Contratto per uccidere (The Killers), regia di Don Siegel (1964)

### Televisione
- June Allyson Show (The DuPont Show with June Allyson) – serie TV, episodio 1x17 (1960)
- The Dick Powell Show – serie TV, episodio 1x01 (1961)

## Doppiatori italiani
- Giulio Panicali in Amo Luisa disperatamente, L'assedio di Fort Point, Bonzo la scimmia sapiente, Il talismano della Cina, Il giustiziere, Il giustiziere dei Tropici, Acciaio umano, Età inquieta, Angeli senza cielo, Delitto senza castigo, La sposa rubata, Sempre più notte
- Augusto Marcacci in I pascoli dell'odio, L'avventura impossibile, La valle del sole, La voce della tortora, La setta dei tre K, Il collegio si diverte, Cuore solitario
- Stefano Sibaldi in La foglia di Eva, La regina del Far West
- Arrigo Colombo in Tramonto
- Carlo D'Angelo in Pancho il messicano
- Gualtiero De Angelis in La giungla dei temerari
- Emilio Cigoli in Contratto per uccidere
- Romano Malaspina nei ridoppiaggi TV anni 80
- Luciano De Ambrosis in American Psycho (immagini di repertorio)
- Paolo Marchese in La ricerca della felicità (immagini di repertorio)
- Michele Gammino in Barry Seal - Una storia americana (immagini di repertorio)

## Citazioni nella cultura di massa

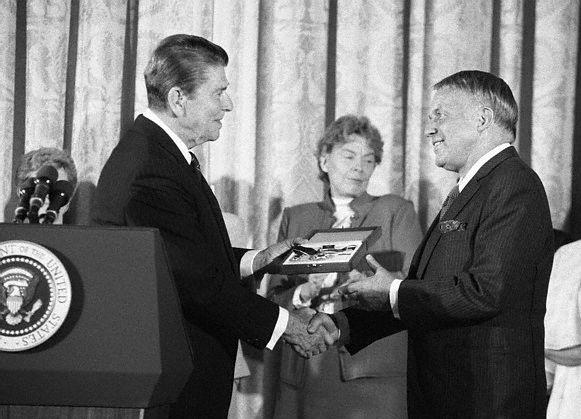
Frank Sinatra (a destra) riceve dalle mani del Presidente Reagan la Medal of Freedom nel 1985

- Nel 1980 ricevette il premio cinematografico satirico Razzie Awards alla carriera con la motivazione «per essersi ritirato dal mondo del cinema».
- Nel film The Butler (2013) viene interpretato da Alan Rickman.
- Nella miniserie TV Killing Reagan (2016) viene interpretato da Tim Matheson.
- Nel film Reagan - Un presidente sotto i riflettori (2024) è interpretato da Dennis Quaid.
- Nel film Una poltrona per due (1983) si possono osservare ben due foto di Reagan sul tavolo dello studio dei fratelli Duke.
- Nel film Non c'è due senza quattro (1984) il direttore dell'agenzia dei sosia fa vedere a Greg Wonder e Elliot Vance (Bud Spencer e Terence Hill) alcuni personaggi famosi di cui avevano trovato i "doppioni" e mostrando la foto di Ronald Reagan spiega che: «Il sosia del presidente era un mediocre attore di Hollywood» alludendo alla precedente carriera di attore di Reagan.
- Nel film Scuola di polizia (1984), l'allievo Eugéne Tuckleberry, grande appassionato di armi, tiene una foto di Reagan sul comodino del suo letto in accademia.
- Nel film Ritorno al futuro (1985) Marty McFly torna nel 1955 per trovare il Doc del passato e farsi aiutare a tornare nel suo tempo; quest'ultimo, scettico sulla provenienza del protagonista, domanda: «Allora dimmi ragazzo del futuro... chi è il presidente degli Stati Uniti nel 1985?»; Marty risponde «Ronald Reagan», scatenando la risata di Doc che sarcasticamente risponde: «Ronald Reagan? L'attore? E il vice presidente chi è? Jerry Lewis? Suppongo che Marilyn Monroe sia la First Lady! E John Wayne il ministro della guerra!». Nella versione originale i nomi sono invece Jane Wyman (la prima moglie di Reagan) come first lady, e Jack Benny, attore famoso negli Stati Uniti per aver dato vita a un personaggio radiofonico molto avaro, come segretario al tesoro.
- Nella videoclip del brano del 1986 Land of Confusion della band rock inglese dei Genesis, Reagan compare come pupazzo, assieme alla moglie Nancy; l'intero video si sviluppa attorno a un suo sogno dove compaiono riferimenti ad altri famosi personaggi della politica e dello spettacolo degli anni ottanta e non solo.
- Reagan compare nel cartone Uncle Grandpa, nell'episodio Lo straniero pazzo.
- Reagan compare nel videogioco Call of Duty: Black Ops Cold War

## Onorificenze

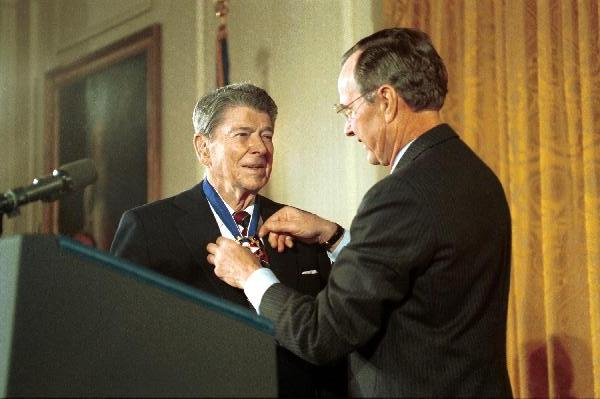
Ronald Reagan riceve la medaglia presidenziale della libertà dal Presidente George H.W. Bush nel 1993